# Marquinho Chedid
Marco Antonio Nassif Abi Chedid, conhecido como Marquinho Chedid (Bragança Paulista, 23 de novembro de 1957) é um empresário, dirigente esportivo e político brasileiro de origem libanesa.
Foi Vereador e presidente da Câmara na cidade de Campinas, também Deputado Federal posteriormente.
No cenário esportivo foi Presidente da Ponte Preta e atualmente é Presidente de Honra do Red Bull Bragantino. 

## Biografia
A trajetória política de Marquinho Chedid teve influência de seu avô, Hafiz Abi Chedid, de seu pai, Nabi Abi Chedid e de seu tio Jesus Adib Abi Chedid.
Em 1981 foi eleito Presidente da Liga Campineira de Futebol, onde permaneceu até 1992.
Formou-se em Direito pela PUC-Campinas em 1983.
Em 1989, Marquinho iniciou sua carreira política seguindo os passos de seu pai, Nabi Abi Chedid. Elegeu-se o vereador mais votado de Campinas em 1988. Em 1990 foi eleito Presidente da Câmara Municipal de Campinas.
Foi o 50º presidente da Associação Atlética Ponte Preta, entre 1991 e 1993 e responsável pela montagem do time de basquete que atendia pelo nome fantasia Nossa Caixa Ponte Preta, conseguindo o feito inédito, unir as jogadoras Paula e Hortência em um mesmo time. Batizado de "Dream Team"[carece de fontes?] venceu todos os campeonatos e conquistou o bi-campeonato mundial.
Em 1992, reelegeu-se Vereador e presidente da Câmara Municipal, sendo novamente o mais votado, com 27.365 votos - o mais votado da história da cidade com 6% dos votos válidos para o cargo.[carece de fontes?]
Em 1994 ,elegeu-se Deputado Federal. Era um dos indicados para a Prefeitura de Campinas em 1996[carece de fontes?].
Desde 1998 foi presidente do Clube Atlético Bragantino. Sua gestão vem sendo marcada por uma administração apontada pela imprensa como voltada para a reconstrução e reorganização do clube. O clube revelou diversos jogadores entre eles Paulinho, Romarinho entre outros. Com esse modelo, vem conseguindo enxugar o passivo trabalhista de gestões anteriores além de ter reformado o estádio do clube. Foi peça chave na negociação entre o Bragantino e a empresa Red Bull.
O  trabalho desenvolvido pelo avô, pai e tio acabou influenciando, ainda, outros membros da família. Elmir Chedid, seu primo, foi vice-prefeito de Serra Negra, entre 1993 e 1996 e em 1996, foi eleito prefeito em Serra Negra. Seus outros primos, Erika Chedid e André Luiz Chedid, foram os vereadores mais votados em Serra Negra, em 1996[carece de fontes?] . Em janeiro de 1999, André Luiz Chedid foi eleito presidente e Erika Chedid a vice-presidente da Câmara Municipal de Serra Negra[carece de fontes?]. Também, seu primo, Edmir Chedid seguiu os passos da família, elegendo-se vereador em Bragança Paulista e deputado Estadual, atualmente no seu sexto mandato consecutivo.

### Filiações partidárias[16]
- ARENA (1977-1981),
- PFL (1985-1994),
- PSD (1994)
- PTB[1]
- PMDB[17] (2015)

### Cargos ocupados
- Presidente da Liga Campineira de Futebol
- Vereador: 1989-1993, 1993-1995 em Campinas
- Deputado federal: 1995-1999[3]
- Presidente da Associação Atlética Ponte Preta
- Vice-Presidente Federação Paulista de Futebol[16]
- Presidente do Clube Atlético Bragantino